# Ágios Sóstis (Arcadie)
Ágios Sóstis (grec moderne : Άγιος Σώστης) est une localité située dans le dème de Tripoli, dans le district régional d'Arcadie, dans la périphérie du Péloponnèse, en Grèce.
Selon le recensement de 2021, elle compte 164 habitants.